# Marcinho
Marcinho, egentligen Márcio Miranda Freitas Rocha da Silva, född 20 mars 1981 i Campinas i Brasilien, är en brasiliansk före detta fotbollsspelare.